# Kolakovići (Republika Serbska)
Kolakovići (cyr. Колаковићи) – wieś w Bośni i Hercegowinie, w Republice Serbskiej, w mieście Sarajewo Wschodnie, w gminie Sokolac. W 2013 roku liczyła 18 mieszkańców.